# Francisco Scaramanga
Francisco Scaramanga est un tueur à gages fictif issu du roman d'espionnage de 1965 L'homme au pistolet d'or, écrit par l'écrivain et ancien espion britannique Ian Fleming. Scaramanga a ensuite été adapté au grand écran dans le film de 1974 L'homme au pistolet d'or dans lequel il est interprété par l'acteur britannique Christopher Lee.
Scaramanga est la cible et l'adversaire de James Bond dans ces deux œuvres et a la particularité d'utiliser un pistolet d'or, d'où son surnom. Le personnage apparaît aussi en tant que personnage multijoueur dans les jeux vidéo 007: Nightfire et 007 Legends.

## Biographie dans le roman
Francisco Scaramanga est un homme originaire de la Catalogne. Il a grandi dans le cirque de son père Enrico, et était responsable de l'éléphant, qui devint son seul véritable ami. Un jour, à Trieste, l'éléphant entra en colère contre la foule, et un policier l'abattit. Scaramanga, âgé de 16 ans à l'époque, était tellement enragé qu'il vengea le pachyderme en abattant l'homme en uniforme. Après, il part à Naples pour s'envoler vers les États-Unis, où il occupe un poste d'exécuteur de la Mob Spangled, le gang des frères Jack et Seraffimo Spang dans le roman Les diamants sont éternels.
Par la suite, il travaille au casino de l'hôtel Tiara de Las Vegas, dans le Nevada. Il a en fait été le bourreau des tricheurs et autres transgresseurs dans et hors de la bande. En 1958, il tua lors d'un duel au pistolet son rival du Purple Gang Detroit, Ramon "La Barre" Rodriguez, et empocha 100 dollars. Il traversa ensuite les Caraïbes, allant en République dominicaine, avant de s'installer à La Havane, capitale de Cuba, en 1959, en pleine révolution castriste. Il sera un assassin employé par Fidel Castro.
Il rencontre Bond dans le roman L'homme au pistolet d'or, dans lequel Bond prend l'identité de l'agent de sécurité Mark Hazard. Il se fait engager par Scaramanga peu avant une réunion de gangsters. Lors de celle-ci, un agent du KGB fait sauter la couverture de Bond, et Scaramanga cherche alors à s'en débarrasser. Une fusillade commence, et Bond et Scaramanga se retrouvent éjectés du train où ils étaient. La suite a lieu dans les marais voisins, où Scaramanga, sentant son heure arriver, prie en bon catholique et tire une balle empoisonnée au venin de serpent avant que Bond ne l'abatte.

## Biographie dans le film
Le film se déroule avec presque dix ans de décalage par rapport au roman (1965 pour le roman contre 1974 pour le film). Francisco Scaramanga habite une île au large de la Thaïlande et vit avec son domestique, le nain Tric-Trac. Il tue un gangster engagé par son propre serviteur, qui devait tuer son maître ; sorte de rituel entre eux qui ne déplait pas à Scaramanga. Ce dernier compte, en ces temps de crise énergétique, voler l'Agitateur Sol-X, un petit boitier électronique permettant de convertir l'énergie solaire en électricité, qui assure un rendement de 90 %, alors supérieur à tout ce qui existe. M charge Bond de retrouver l'inventeur du Sol X, le savant Gibson, et son invention, avant Scaramanga. Difficulté majeure pour Bond, personne ne connaît le visage de Scaramanga ; on sait seulement qu'il possède un troisième mamelon. 
En Thaïlande, Bond se fait passer pour lui après la mort de Gibson (causée par Scaramanga) et le vol de l'Agitateur par Tric-Trac. Mais la tentative échoue car l'homme qui a engagé Scaramanga pour tuer Gibson, un riche industriel nommé Hai Fat, a déjà rencontré Scaramanga auparavant, et donc le connaît. Bond est retenu prisonnier dans son dojo et doit défaire ses disciples au karaté, mais s'en sort grâce à son correspondant du MI6 sur place, dont les deux nièces sont de redoutables pratiquantes. On retrouve alors le shérif Pepper, en vacances depuis sa première apparition dans Vivre et laisser mourir, accompagnant, par le plus grand des hasards, Bond à la poursuite de Scaramanga, qui retient prisonnier Mary Bonnenuit, stagiaire au MI6 et conquête de l'espion. Bond perd la trace de Scaramanga, qui s'échappe dans les airs à bord de sa voiture, affublée d'une paire d'ailes et d'un réacteur. Finalement, Bond localise l'île de Scaramanga et s'y rend en hydravion.  Les deux hommes se rencontrent, et partagent quelques moments cordiaux ; on perçoit à cet égard l'admiration que Scaramanga voue à James Bond, et lui propose un duel entre eux deux, seul moyen à son sens pour départager deux gentlemen. Alors que les deux hommes, dos à dos, se préparent pour le duel, Scaramanga s'échappe. Il s'ensuit un long moment d'intrigue et de tension. Bond prend la place d'une statue à son effigie, et attend son adversaire, qui n'y prête aucune attention. Lorsque Scaramanga découvre la supercherie, il est déjà trop tard, Bond le tue d'une balle dans le cœur.
La centrale énergétique construite au sein de l'ile explose, après que Bond et Bonnenuit se soient échappés à bord du bateau de Scaramanga. Il s'ensuit une courte bataille entre Bond et Tric-Trac, qui avait discrètement pris place dans l'embarcation. 
Scaramanga est incarné dans le film par Christopher Lee, cousin de Ian Fleming (auteur des premiers romans de James Bond). Fleming pressentait son cousin pour jouer le rôle de Bond avant que Sean Connery ne le décroche.

### Le pistolet d'or
- Dans le roman, le pistolet d'or est un Colt 45, plaqué or, tirant des balles faites d'or et d'argent, trempées dans du venin de serpent, à la pointe taillée en croix.
- Dans le film, le pistolet est un monocoup, en or, composé de 4 éléments: 
  - le canon est un stylo waterman Gentleman 44
  - la crosse est une boite de cigarette
  - la culasse un briquet, avec un logo "colibri" type molectric 88
  - la détente est un bouton de manchette  le scientifique dit que l'ogive pèse "20g ce qui mène à croire qu'elle a été tirée d'un calibre 4,2mm"

En observant les images, et avec les informations sur l'objet original, le calibre serait plutôt dans les 8mm, la munition entière mesure 35mm de long, ogive en or 23 carats, la partie visible de l'ogive mesure environ 17mm de long. Des scènes coupées montrent que l'arme se rechargerait (balles cachées dans la boucle de ceinture)
- Il existe plusieurs armes, un vrai briquet, vrai stylo waterman, paire de boutons fonctionnels, et boîte contenant des cigarettes. Le waterman est visible pendant la scène du dîner, ainsi que la vraie boîte et le vrai briquet. Le stylo est aussi visible lors de l'assassinat de Mr Fat. une version avec gros briquet, boite avec un deuxième couvercle, et stylo court et épais, cette version compose l'arme qui s'assemble, elle est composée d'un autre bouton de manchettes, on ne voit pas l'assemblage du bouton de manchette, et enfin, une version assemblée, dont le stylo serait amovible, certainement pour mettre une amorce, c'est cette dernière version qui semble avoir survécu, la version assemblable ayant disparu peu après le tournage. il existe enfin un autre stylo, épais, mais de même longueur que le waterman, incluant un ensemble avec plume, je pense qu'il était initialement prévu de l'utiliser, mais ils ont utilisé le vrai waterman et le stylo court pour l'assemblage.
- plusieurs répliques ont été fabriquées:  -dans les années 90 SD studio a fait une série numérotées et limitées à 7500 pièce.  Sa version a été améliorée en cours de production(V1, intermédiaires, et V2) et malgré la numérotation, il n'y a jamais eu 7500 pièces de produites, plutôt autour de 500 pièces à priori, elles étaient vendues à mesure des commandes et de la production.  La boite est massive, avec couvercle qui s'ouvre pour l'assemblage, le briquet est massif, avec partie interne qui se déploie, le stylo, massif, se visse. d'abord perpendiculaire, la boite aura finalement un léger angle pour plus de fidélité, l'échelle est aussi agrandie sur la deuxième version.  -En 2010, c'est la firme Factory Entertainment qui a réalisé la réplique, avec davantage de succès, technique et commercial, il existe une version limitée, et une version "dual signature" signée par Roger Moore et Christopher Lee.  La boite est massive tout comme le stylo, le briquet a le capuchon qui s'ouvre pour pouvoir loger la balle.  Une nouvelle version est prévue pour le dernier trimestre 2020, elle a peu de changements visuels, mais des améliorations techniques.  Plusieurs réalisations notables ont été faites par des amateurs:  -une réplique tirant à blanc a été réalisée par "Jasond642", visible sur le site "yourprops.com" il semble que c'est cette réplique qui a été vendue en enchères par propstore[2]  -the quartermaster a réalisé en 2011 une version certes visiblement peu fidèle, mais fonctionnelle, stylo qui écrit briquer qui s'allume, boite et boutons fonctionnels, l'arme tire des pétards[3].